# Diocèse de Santa Rosa de Copán
Ne doit pas être confondu avec Diocèse de Santa Rosa de Lima, Diocèse de Santa Rosa, Diocèse de Santa Rosa de Osos ou Diocèse de Santa Rosa en Californie.
Le diocèse de Santa Rosa de Copán (Dioecesis Sanctæ Rosæ de Copán) est une Église particulière de l'Église catholique du Honduras.

## Ordinaires
- Claudio María Volio y Jiménez (en) du 2 juillet 1916 au 12 novembre 1926
- Angel Maria Navarro (en) C.M. du 17 décembre 1928 au 31 juillet 1951
- Carlos Luis Geromini (en) du 20 avril 1952 au 23 mai 1958
- Héctor Enrique Santos Hernández (en), S.D.B. du 12 septembre 1958 au 18 mai 1962
- José Carranza Chévez (en) du 10 juin 1962 au 17 juillet 1980
- Luis Alfonso Santos Villeda (en) du 27 janvier 1984 au 7 novembre 2011
- Darwin Rudy Andino Ramírez (en), C.M.F. du 7 novembre 2011 au 16 décembre 2024
- Héctor David García Osorio (es), depuis le 3 juillet 2025

## Territoire
Son siège est en la cathédrale Sainte-Rose de Lima de Santa Rosa de Copán.
Il comprend les départements de Copán, de Lempira, d'Intibucá, d'Ocotepeque et de Santa Bárbara.

## Histoire
Le diocèse de Santa Rosa de Copán est créé le 2 février 1916 à partir du diocèse de Comayagua. Le 27 avril 2021 le diocèse perd une partie de son territoire en faveur de la création du diocèse de Gracias[réf. nécessaire].